# Negacionismo da ditadura militar brasileira

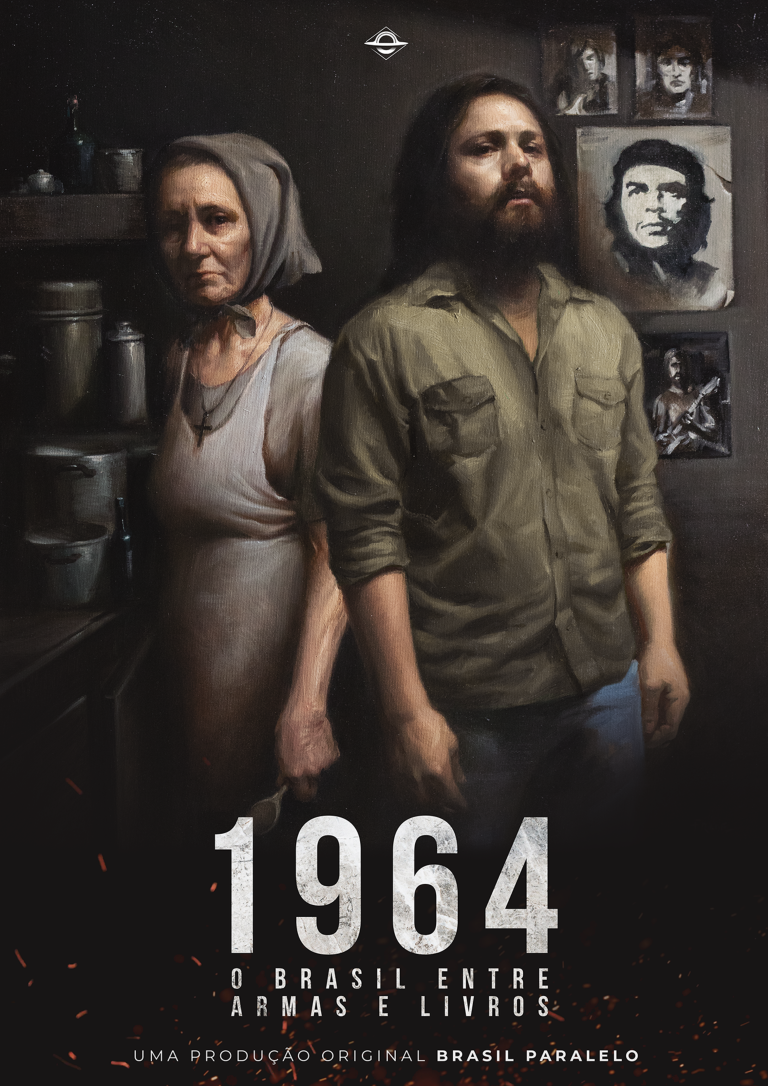
Historiadores consideram 1964: O Brasil entre Armas e Livros (capa), da empresa Brasil Paralelo, um exemplo de negacionismo e distorção da história da ditadura militar, por haver incongruência em informações e fatos históricos, e principalmente pelo caráter romantizante e enviesado da abordagem narrativa do documentário apesar da própria discordar.

O negacionismo da Ditadura Militar Brasileira é um tipo de revisionismo histórico negacionista existente no Brasil, muito presente em círculos políticos de extrema-direita e ultraconservadores. Trata-se de uma série de argumentações e crenças, em sua maioria, de caráter conspiratório e sem embasamento histórico sólido, que busca relativizar, justificar e até negar os crimes, violações dos direitos humanos e ações antidemocráticas cometidos durante a Ditadura Militar Brasileira (1964-1985), além de tentar refutar todas as provas e dados usualmente utilizados na historiografia, criando assim uma narrativa com fins puramente ideológicos e políticos, que visa romantizar um dos períodos mais repressivos da história do Brasil.
Muitas vezes, os negadores tratam o regime militar instaurado pelo Golpe de Estado de 1964 como uma odisseia heroica, inserindo traços de uma narrativa romantizada, como a luta do bem contra o mal, criando também heróis e vilões, tratando um período histórico como se fosse o enredo de um romance. Porém, a historiografia assim não o faz, apenas tenta entender um determinado período sem esses elementos romantizados.

## Histórico
Além de a redemocratização ter sido realizada depois da Lei da Anistia que evitou punir os responsáveis pelo terrorismo de Estado, houve uma mudança na memória social sobre a ditadura civil-militar brasileira a partir da década de 2000, surgindo uma crescente politização entre direita e esquerda.
Os acontecimentos ocorridos na Ditadura sempre foram, desde da redemocratização, um assunto polêmico e controverso na sociedade brasileira e o assunto ganhou notoriedade e visibilidade nacional nas eleições de 2018 e durante o processo de Impeachment de Dilma Rousseff, quando, em rede nacional, o então deputado federal pelo Rio de Janeiro Jair Bolsonaro - que depois seria eleito presidente do Brasil – homenageou Carlos Brilhante Ustra, coronel do exército brasileiro notório por torturas cometidas no auge do regime. A partir de então, o debate sobre o período ganhou cada vez mais espaço nos meios de comunicação e correntes políticas.
Depois de eleito, Bolsonaro passou a festejar o golpe por meio de notas comemorativas publicadas no site do Ministério da Defesa. Aos 30 de março de 2021, o Ministério da Defesa e as Forças Armadas divulgaram nota assinada pelos comandantes das três Forças e pelo ministro da Defesa, Walter Braga Netto, classificando o golpe de estado como "marco histórico da evolução política brasileira".

## Características do negacionismo
O negacionismo da Ditadura é frequentemente encontrado em círculos ultraconservadores e da direita radical brasileira. Alguns oficiais de alta patente das Forças Armadas do Brasil já deram declarações polêmicas a respeito do Regime Militar Brasileiro. Em muitos casos, os negacionistas, dizem sentir uma espécie de nostalgia e costumam envolver o período em uma aura heróica e saudosista, alguns chegam a dizer que sentem “saudades” ou que aquele foi “o melhor período de suas vidas”, mas costumam ignorar, relativizar ou até negar os crimes e violações de Direitos Humanos e da democracia pelo Regime. Augusto Heleno já declarou:
(...) Há duas visões da História do Brasil. Para mim, não foi golpe, foi contrarrevolução. Se não houvesse contrarrevolução, hoje seríamos Cuba. (...)— Augusto Heleno, Ministro-Chefe do Gabinete de Segurança Institucional do Presidente da República.
Há ainda aqueles que alegam que os livros de história não contam a verdade é que a realidade foi bem diferente, que a verdadeira face do período foi ocultada e suprimida pela esquerda e mídia. O próprio ex-presidente Jair Bolsonaro já fez declarações desse tipo, indo contra o consenso dos historiadores e do vasto material histórico provando o contrário. Ainda quando era candidato à presidência, Bolsonaro disse em entrevista: "Temos que conhecer a verdade. Não quer dizer que foi uma maravilha, não foi uma maravilha regime nenhum (...)". Em outra ocasião, ele disse que o período "não foi uma ditadura como a esquerda prega"

### Elementos da narrativa pró-ditadura
O negacionismo se baseia mais em uma narrativa romantizada e revisionista que em dados e linhas sólidas que a historiografia convencional adota, não sendo raro o apelo para o alarmismo – o perigo iminente do comunismo – e o sentimento coletivo – como se tivesse sido consumado a vontade da maioria. Geralmente, os negadores costumam compartilhar em comum:
- Anticomunismo, pois afirmam que o Brasil corria o risco de se tornar um Estado comunista ou de ser palco de uma revolução de caráter socialista financiada por Cuba ou a antiga União Soviética, teoria conspiratória conhecida como Ameaça Comunista. O anticomunismo foi um elemento recorrente encontrado em outros regimes autoritários do século XX, como os fascistas (na Itália de Mussolini, Espanha de Franco, Portugal de Salazar e Brasil do Estado Novo) e o Nazismo.[15] A ameaça comunista no Brasil é uma teoria da conspiração[16][17][18] divulgada pela manipulação da opinião pública com o recurso a falsidades e a distorções, criando a ilusão de consenso e amplificando dramaticamente um perigo, que é imaginário, embora percebido por muitos como real e iminente.[19][20][21]
- Conservadorismo social, onde se expressa o medo de certos grupos e ideologias modificar, ou até mesmo destruir, por meio de uma radical transformação social, política, cultural ou econômica, as tradições e valores congregados pela sociedade, como o direito romano, a filosofia grega e a religião judaico-cristã. Segundo os conservadores, para impedir que fosse instalada uma ditadura Socialista (de esquerda) seria necessário implantar um Regime Militar (de caráter Direitista) e, sendo assim, se justificam seus meios autoritários e arbitrários.[22]
- Nacionalismo, pois acreditam que o comunismo representa o caos, a barbárie e a destruição, sendo comum argumentarem que, caso o Golpe Militar de 1964 não tivesse acontecido, o Brasil seria, nos dias atuais, “destruído como Cuba”.[23]
- Maniqueísmo, esse é um dos principais elementos da narrativa negacionista, já que usa um olhar revisionista sobre o período histórico em questão, como se fosse uma narrativa romântica e heroica, onde se distribui "papéis" aos "personagens". De um lado, o bem, representado pelas forças armadas, o ocidente, o povo brasileiro, e o capitalismo; defensores da liberdade, da ordem e da civilização. Do lado oposto, se encontra o mal, representado pelo bloco socialista, a esquerda, os guerrilheiros e, seu membro mais ilustre, o comunismo; sinônimos de opressão, da barbárie e da anarquia e destruição.[24]

## Negação da ilegitimidade do regime
Os defensores do Regime costumam negar o caráter ilegal do regime militar, muitas vezes argumentando que as Forças Armadas atenderam o desejo popular em derrubar João Goulart. De fato, existiu, sim, uma parcela da sociedade (especialmente conservadores) que apoiou a intervenção militar de 2 de abril de 1964, que formou o autodenominado Comando Supremo da Revolução. Segundo os militares, a intervenção era de caráter provisório e tinha o objetivo de restabelecer a ordem social, conter o avanço do comunismo e da corrupção e retornar o crescimento econômico, depois seriam organizadas eleições para que o povo escolhesse um novo presidente. No entanto, não foi o que aconteceu. Por 21 anos, a sociedade brasileira viveu sob comando dos presidentes impostos pelas Forças Armadas.
Os congressistas não tinham paciência para esperar a saída do presidente do país, e assim a vacância foi declarada sem base constitucional: Goulart não só permaneceu em território nacional, como também informou o Congresso desse fato. A vacância foi declarada pelo presidente do senado, Auro de Moura Andrade, sem votação no congresso.

### Revolução de 64 ou Golpe de 64?
A maioria dos discursos pró-ditadura contesta que a ditadura tenha se iniciado em um Golpe Militar, dando outros nomes como "contragolpe", "revolução" e "contrarrevolução"; há aqueles também que admitem o caráter golpista do regime, mas afirmam que foi um “mal necessário”. O debate sobre a natureza acirrada é muito comum.
Após tomar posse, Castelo Branco definiu o processo que o alçou ao poder: “Não se trata de um golpe de Estado, mas de uma revolução”. O termo também aparece no primeiro Ato Institucional. Esse conceito de revolução tem mais inspiração nos pronunciamentos, com a derrubada de um governo e a pretensão a reafirmar a soberania popular, do que na ruptura radical com a ordem estabelecida, como na Revolução Russa de 1917. Ele permaneceu em uso na caserna durante e após a ditadura. Porém, para Ernesto Geisel o ocorrido não foi uma revolução, pois uma revolução é a favor de um ideal e o movimento de 1964 foi apenas “contra Goulart, contra a corrupção e contra a subversão”. Gilberto Freyre elogiou o ocorrido como “uma ‘revolução branca’, promotora da ordem política e social”.
A historiografia atual usa golpe para esse processo. Houve uma captura dos órgãos estatais pela força militar, e os novos donos do poder estavam acima do ordenamento jurídico anterior. Isso pode ser visto no preâmbulo do AI-1 — “os processos constitucionais não funcionaram para destituir o governo”, e a “revolução vitoriosa” “edita normas jurídicas sem que nisto seja limitada pela normatividade anterior à sua vitória”. A tomada do poder também ocorre numa revolução, mas em seu sentido moderno isso é seguido de “profundas mudanças no sistema político, social e econômico”. Já o ocorrido no Brasil foi definido como a defesa da ordem estabelecida contra a desordem. Contrarrevolução é usado por alguns militares e acadêmicos, com conotações tanto positivas quanto negativas. Também há o termo contragolpe. A rejeição do termo golpe de forma favorável ao evento, existente no discurso político atual, é avaliada como revisionismo ou negacionismo.
Os termos contragolpe e revolução estão incorretos. Um golpe é, em essência, muito diferente de uma revolução. Uma revolução é um movimento que detém um profundo envolvimento popular, na qual o objetivo é modificar a ordem política, econômica ou social, cujas transformações se iniciam fora do aparelho estatal. Já um Golpe é, primeiramente, a subtração do poder político, social ou econômico de uma instituição legítima por eleição ou hereditariedade. Ao contrário de uma revolução, um golpe é feito por poucos indivíduos que já estão inseridos dentro do aparelho estatal. Os acontecimentos de 1964 conservaram os símbolos nacionais, o sistema político e ordem social já estabelecida; se tratava de uma ruptura institucional do alto escalão do governo – dentro do aparelho estatal – e o poder político ficou restrito às Forças Armadas. Ou seja, se tratou de um golpe. Importante ressaltar que não existem provas concretas que estivesse em curso no Brasil uma Revolução Comunista ou um Golpe de Estado dado pela esquerda. Existiu, sim, uma polarização da sociedade brasileira nas vésperas do Golpe Militar. De um lado, movimentos que traziam reivindicações populares que visavam uma sociedade mais justa e igualitária; do outro, setores conservadores se opunham alegando que os movimentos estavam contaminados por “ideologias comunistas”.
Há também aqueles que negam qualquer irregularidade do acontecido, justificando que foi o Congresso Nacional que caçou João Goulart depois que este “abandonou” o cargo e que as Forças Armadas foram “convocadas” pela população para assumir o comando da nação. Inclusive, a versão de que "João Goulart simplesmente foi embora para nunca mais voltar" foi sustentada até o fim do regime pelos militares. No entanto, isso não é verdade. Em 31 de Março de 1964, explodiu a rebelião das Forças Armadas nos quartéis de Minas Gerais, apoiados pelo governador Magalhães Pinto. O movimento rapidamente teve adesão de unidades militares de São Paulo, Rio Grande do Sul e do antigo estado de Guanabara. Ao contrário do que alegam os defensores da Ditadura, João Goulart não deixou a cadeira presidencial repentinamente, mas saiu de Brasília ao ver que não tinha condições de resistir ao golpe, passou pelo Rio Grande do Sul e foi para o Uruguai como exilado.

### Regime militar ou ditadura militar?
É muito comum negacionistas usarem o termo "regime" como se este amenizasse a natureza autocrática dos governos, alegam que uma ditadura é, na verdade, os governos de países como Cuba ou Venezuela, onde o poder é centralizado nas mãos de uma única figura, o ditador, como Fidel Castro (em Cuba) e Nicolás Maduro (na Venezuela). Isso é falso. Uma ditadura é qualquer governo onde a participação popular é limitada, concentrando o poder na figura de uma mesma instituição (no caso, as Forças Armadas), não sendo necessária a presença de uma personalidade a ser cultuada (como Getúlio Vargas durante o Estado Novo, por exemplo). Durante os anos que os militares estiveram no comando do país, direitos fundamentais foram suspensos; a liberdade, sufocada; a oposição, controlada e a vontade popular, ignorada.
Na reunião que ratificou o AI-5, Magalhães Pinto, Ministro das Relações Exteriores durante o Governo Costa e Silva, disse, com todas as letras, que estavam implantando um governo ditatorial no Brasil. Essa reunião foi gravada e o áudio se encontra no Arquivo Nacional para consulta pública.
Eu também confesso (...) que com este ato nós estamos instituindo uma ditadura. E acho que se ela é necessária, devemos tomar a responsabilidade de fazê-la— Magalhães Pinto, Ministro das Relações Exteriores se referindo ao AI-5.

## Negação do autoritarismo, tortura e repressão
Os defensores do Regime Militar costumam, inevitavelmente, amenizar ou negar o caráter autoritário, muitas vezes, usando de argumentos vazios e sem embasamento histórico. Costumam classificar como “falso” o modo como a violência do período é retratado nos livros de história. Ignoram que os militares tenham governado o país por meio dos Atos Institucionais e a censura imposta aos meios de comunicação. A Lei de Segurança Nacional, criada em 1967, foi o principal instrumento de enquadramento dos adversários, das quais, muitas vezes, se opunham às diretrizes do governo.
Na mesma linha de raciocínio, eles também ignoram ou amenizam a repressão do período como "mal necessário" ou "deliberadamente exagerado". Também colocam em dúvida depoimentos de torturados, como fez Eduardo Bolsonaro ao fazer piada da tortura sofrida pela jornalista Miriam Leitão. Em uma entrevista, ele declarou: "Eu fico com a pulga atrás da orelha, por que não tem um vídeo, outra testemunha ou uma prova documental".

Obviamente, os militares não produziram provas contra si próprios. Sempre tiveram o cuidado de manter as torturas e brutalidade na margem dos olhos da sociedade, pois sempre se preocuparam em passar um "verniz de civilidade e Democracia ao regime". Porém, existem, sim, uma quantidade grande de provas que não deixam dúvidas a respeito das torturas e constantes violações de direitos humanos praticados pelos militares. Elas consistem em: 

A fazenda 31 de março foi um centro de tortura e assassinato usado pelos militares durante a ditadura. Extensa investigação criminal comprovou as práticas criminosas e clandestinas em suas dependências

1) provas documentais: os arquivos e documentos dos próprios órgãos depressivos, muitas vezes se tratando de "dossiês" de suas vítimas com informações pessoais sobre suas atividades e famílias. No fim da Ditadura, muitos documentos foram queimados por ordens de oficiais superiores, provavelmente, para encobrir mais crimes. Aqui também se enquadram as intermináveis depoimentos das vítimas, fotos, vídeos e áudios a respeito dessas práticas.
2) provas materiais: instrumentos de tortura; as instalações do DOI-CODI e outras clandestinas como a fazenda 31 de março, onde foram praticadas as torturas, assassinatos ou ocultação dos cadáveres.
3) provas forenses: com base em investigação criminal extensa, foi encontrado ossadas de vítimas da ditadura que não deixam dúvidas quanto a tortura. Fraturas e marcas de projéteis são comuns entre os restos humanos analisados.
Em 2022, o historiador e professor Carlos Fico publicou, depois de analisar mais de 10 mil horas de gravação de áudio do Superior Tribunal Militar, um áudio da década de 1970 onde os ministros conversavam abertamente sobre o assunto e admitiam a prática de tortura empregada pelo Estado Brasileiro.

### Celebração do AI-5
Entre aqueles que negam – ou congregam – o autoritarismo do Regime Militar, é muito comum a celebração do Ato Institucional Nº5, considerado o mais brutal instrumento de perseguição da ditadura. Os negacionistas alegam que o AI-5 “salvou” o Brasil de terroristas e grupos radicais de esquerda, preservou a unidade nacional e “limpou” a corrupção. Isso é falso, uma vez que o AI-5 fechou o parlamento (o Congresso Nacional), e deu o poder ao executivo de suspender os direitos políticos de qualquer cidadão por 10 anos. Esse argumento ignora que grupos armados (e guerrilhas) só tenham começado a agir após as medidas repressivas do governo, até então o descontentamento era expressado por greves e passeatas. Também ignora as ações armadas de grupos clandestinos de direita com o objetivo superdimensonar a ameaça imposta pelos guerrilheiros. Os documentos que provam a existência dos grupos estavam guardados no Supremo Tribunal Militar durante 50 anos, sendo revelados apenas em 2018. Destaca-se o caso da bomba do Riocentro, onde a bomba que deveria matar os presentes no Show 1º de Maio explodiu no colo do terrorista.
Em 2020, ocorreram manifestações diante do quartel do Exército em Brasília, na qual participou o próprio Presidente Jair Bolsonaro. Os manifestantes pediam o fechamento do Congresso Nacional e que fosse promulgado um novo AI-5. Não foi a primeira vez que o presidente se envolveu em polêmicas relacionadas ao Regime Militar, já que outros incidentes já haviam acontecido ainda em sua campanha eleitoral dois anos antes.

## Negação das evidências
Existe um vasto acervo de evidências do Regime Militar dentro e fora do Brasil, inclusive na CIA (a principal agência de inteligência dos Estados Unidos) que registraram todos os passos dos governos militares no Brasil.
Decisão do presidente brasileiro Ernesto Geisel de continuar a execução sumária de subversivos perigosos sob certas condições— William Colby, Diretor da CIA se referindo à perseguição no governo Geisel.
Existem documentos – alguns assinados pelas principais autoridades do período –, vídeos, áudios e outros registros. Existem provas materiais, como as instalações militares destinadas à tortura e repressão. Existem ainda as evidências socioeconômicas - como o Produto Interno Bruto e índices de desigualdade social, dívida externa, inflação e etc., coletadas de instituições independentes como o Fundo Monetário Internacional e o Banco Mundial, que comprovam o desenvolvimentismo e a concentração de renda, que eram outras características do Regime. O negacionismo ignora todas essas evidências, até mesmo as mais sólidas, como documentos de nacionais e internacionais em um grande esforço de desinformação. Durante as muitas comissões da verdade feitas, houve retrições legais à informação, destruição de provas e falta de gestão por parte dos militares dos bancos de dados originais.
O autoritarismo dos regimes militares da América Latina já era de conhecimento internacional. No Chile, Salvador Allende – presidente democraticamente eleito – foi deposto em um golpe militar e acabou cometendo suicídio, dando início à ditadura de Augusto Pinochet (1973-1989); na Argentina, a ditadura militar instaurada em 1976 (autointitulada Processo de Reorganização Nacional) até 1983 foi considerada a mais violenta da América, custando 30 mil vidas, segundo órgãos humanitários internacionais como a Mães e Avós da Praça de Maio.
Eu confesso que é com verdadeira violência aos meus princípios e ideias que tomo uma medida como essa. Mas adoto porque acredito que é do interesse do país. É do interesse nacional que ponhamos um basta na contra revolução— Costa e Silva, durante a reunião que promulgou o AI-5.

## Argumentos negacionistas
Os argumentos usados para defender e negar a Ditadura Militar variam muito de complexidade e nível. Desde de afirmar que na época não existia corrupção e criminalidade, até que uma Revolução Socialista estava em curso. Abaixo estão listados alguns dos principais pontos usados na narrativa pró-ditadura acompanhados de sua devida explicação.

### Mito da revolução comunista
Negacionistas alegam que o Brasil estava à beira de uma Revolução Socialista e que o Golpe de 64 foi necessário para erradicar esse “mal” da sociedade. O anticomunismo já era um aspecto muito presente na política Brasileira desde do Estado Novo. Vargas perseguiu sindicatos e partidos políticos de esquerda. Desde então, não era raro menções ao socialismo para causar medo e insegurança na sociedade brasileira como ocorreu no Plano Cohen, um falso plano comunista fabricado pelo próprio governo Vargas para servir de pretexto para acabar com o regime democrático brasileiro.
No mundo dividido pela Guerra Fria, a maioria dos países se alinharam com o Bloco Capitalista (liderado pelos Estados Unidos) ou com o Socialista (liderado pela antiga União Soviética), no entanto, para as duas superpotências a América Latina tinha um interesse secundário no cenário político. Mas a Revolução Cubana mudou isso, trazendo para a região a esperança de uma renovação política e exigiam reformas de base em busca de uma sociedade mais justa e igualitária. No Brasil, esses movimentos eram formados por operários, estudantes e camponeses e, em sua maioria, não apresentavam reivindicações comunistas (como o fim da propriedade privada e a socialização dos meios de produção), mas medidas como a reforma agrária, educação e direito eleitoral ao analfabeto. Do lado oposto, se encontrava a parcela conservadora da população que fazia intenso ativismo, trazendo à tona o “monstro do comunismo”.
(...) Muita gente tinha medo. Haveria Guerra Civil? O país viraria uma imensa Cuba, dominada pelos Comunistas? (...)
Até a Revolução Cubana, a “ameaça vermelha” parecia ser mínima, distante do outro lado do Atlântico, no entanto, nascia um Estado Comunista no hemisfério ocidental, em uma ilha tropical muito próxima dos Estados Unidos. Aquela era a prova, segundo os conservadores, que ninguém estava a salvo do comunismo.

### João Goulart era um comunista
A ala conservadora ficou ainda mais exaltada depois que Jânio Quadros, muito criticado por ter condecorado Che Guevara, guerrilheiro da Revolução Cubana, renunciou por motivos que nunca foram totalmente esclarecidos. Seu vice era João Goulart que, no momento, estava em visita oficial à China. Goulart enfrentou, desde o início de seu mandato, uma polarização e radicalização da sociedade, sendo pressionado por movimentos tanto de direita quanto de esquerda. Em março de 1964, Goulart participou de um comício na Central do Brasil onde expôs as dificuldades do país e prometeu fazer as chamadas “Reformas de Base” das quais se destacam a reforma agrária, reforma urbana, reforma educacional e reforma tributária. Esse anúncio acirrou ainda mais os ânimos e, mais tarde, culminaria no Golpe Militar de 1964.
Para os negacionistas, Goulart era um comunista e pretendia instalar um regime socialista no país, a exemplo de Cuba; a sua visita à China era a maior evidência de suas intenções. No entanto, esse argumento ignora empecilhos lógicos: Cuba é uma ilha isolada no oceano e, na época da revolução, contava com alguns milhares de habitantes; já o Brasil é um país de proporções continentais com uma população de milhões de pessoas. Para uma Revolução Comunista acontecer no país, seria necessário a adesão de considerável parcela do povo e armamento. Imaginando que existisse um processo revolucionário em curso, como ele poderia ter se mantido em segredo? E onde estariam as armas?

### Influência da União Soviética
Seguindo a mesma linha de raciocínio do tópico anterior, os defensores do golpe de 1964 alegam que o Brasil corria o risco de ser alvo da zona de influência da antiga União Soviética. Não são poucos aqueles que argumentam que a América Latina não demoraria a cair nas mãos de Moscou caso as Forças Armadas de seus respectivos países não tivessem tomado providências; chegaram ao ponto de afirmar que uma invasão comunista estava a caminho.

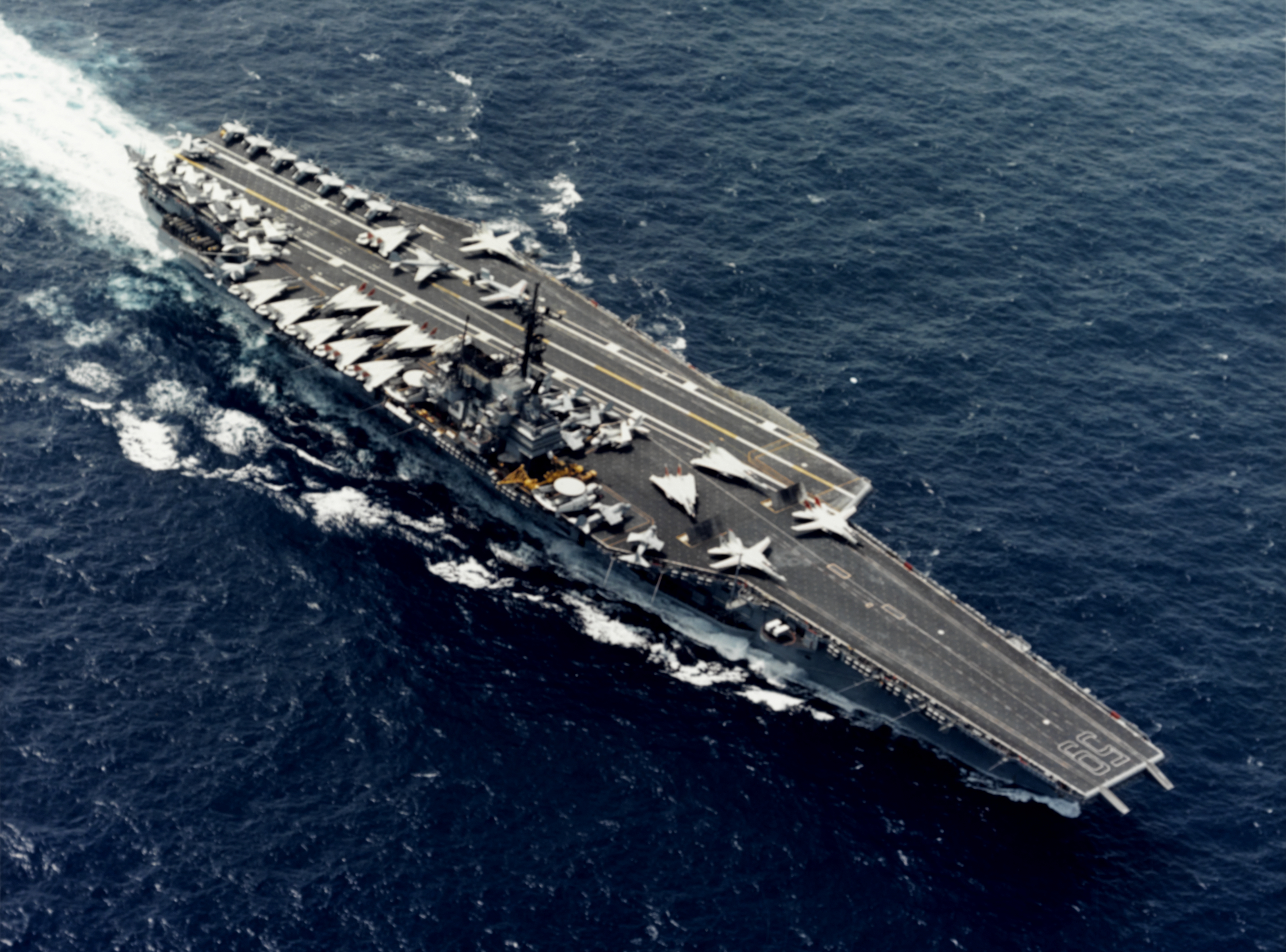
USS Forrestal, navio de guerra norte americano enviado ao Brasil, durante a Operação Brother Sam, para dar apoio militar aos golpistas em caso de resistência ao Golpe Militar

Até os anos 60, a influência da União Soviética na América Latina foi mínima, se limitando a ajudar alguns dos países da região a instaurar partidos comunistas. A sua presença aumentou apenas nos anos 70, na forma de relações diplomáticas, comerciais e socioculturais, além de alguma presença militar principalmente no Caribe e no Atlântico Sul. Por outro lado, existem documentos do governo dos Estados Unidos provando sua influência no golpe de 1964. O Presidente Lyndon Johnson chegou a enviar navios de guerra para a costa Brasileira para dar apoio militar caso os golpistas enfrentassem resistência. O Governo de Castelo Branco, o primeiro presidente do regime, foi imediatamente reconhecido pelas autoridades estadunidenses. O governo brasileiro adotou uma série de medidas que agradam diversos setores nos Estados Unidos, como o rompimento de relações diplomáticas com Cuba; a adoção, pelos militares, da Doutrina de Segurança Nacional – para reprimir “ideias socialistas” – e a extinção da Lei de Remessas de Lucros.
Em 10 de maio de 2018, a CIA divulgou documento revelando que o governo dos Estados Unidos sabia da tortura praticada pelo alto escalão do governo brasileiro durante a ditadura. O documento estava disponível para consulta desde 2015.

## Mito da inexistência da corrupção
O mito de que “não existia corrupção no Regime Militar” é persistente nos círculos negacionistas. Há ainda aqueles que culpam o processo de redemocratização pelos recentes escândalos envolvendo diversos políticos. É fato que os últimos 6 presidentes da república tiveram seus governos marcados por ao menos um escândalo de corrupção, porém, o regime democrático do Brasil não tem qualquer relação com esses eventos. A corrupção no Brasil tem raízes históricas, muito antes sequer do regime republicano ser proclamado, não sendo difícil encontrar casos de nepotismo, por exemplo.

Delfim Netto, Ministro da Economia durante boa parte dos governos militares, foi em mais de uma ocasião acusado de envolvimento em esquemas de corrupção durante o período, dentre eles o recebimento de propina e desvio de dinheiro público.

Esse argumento se baseia em circunstâncias subjetivas, por exemplo: se não tinham notícias e não se sabia nada sobre corrupção, se conclui que ela não existiu. No entanto, isso ignora que na época do Regime toda a Imprensa era censurada pelo governo e, sendo assim, a informação que a população tinha acesso era controlada.
Houve inúmeros casos de corrupção na época da Ditadura, desde contrabando, desvio de dinheiro, propina e, até mesmo, envolvimento com o crime organizado no Rio de Janeiro, no entanto, a ausência de transparência, o aparelhamento das Forças Armadas e o desgaste das leis de um Estado de Direito fizeram com que tais ações acabassem, na maioria das vezes, totalmente impunes. Vários dos ministros e subalternos do governo tinham diversas regalias, incluindo acesso a obras oficialmente censuradas no Brasil.

## Mito do apoio popular incondicional

Passeata dos 100 mil ocorrida no Rio de Janeiro em protesto ao assassinato de opositores. Os manifestantes exigiam o fim da violência, o fim da censura e repressão política e por mais liberdade. Esse foi o primeiro grande ato contrário ao Regime demonstrando que nem toda a população apoiava os governos

Os governos militares encontraram uma oposição que não concordava com suas atitudes, bem diferente do que pregam os negacionistas.
Se o regime político instaurado em 1964 era popular e apoio majoritário da população, por que diabos necessitavam de mecanismo autoritários para se manter no poder?— Rodrigo Patto Sá Motta, historiador se referindo ao Regime Militar.
Desde do início do Regime, protestos ocorriam em diferentes locais do Brasil, provando que nem toda a população concordava com as atitudes das Forças Armadas. Quando assumiu o poder, Costa e Silva prometeu diálogo com a oposição, mas seu governo ficou marcado pela repressão, brutalidade e violência contra seus adversários políticos. Em uma demonstração da insatisfação popular, aumentaram os protestos na mesma medida que o fechamento político, o exemplo mais notável foi a Passeata dos 100 mil, no Rio de Janeiro, em 1968.

#### Crise econômica
Ele (o Ministro da Fazenda) é um homem imparcial, pois está matando imparcialmente os pobres e os ricos— Carlos Lacerda, político que apoiou o Golpe de 1964.
Outra consequência que desmente a falácia da “Era Dourada” no Brasil da Ditadura, é a severa crise econômica que se abateu após as sucessivas Crises do Petróleo após 1973. A inflação começou a subir e o governo, em uma tentativa de contornar a crise, iniciou um ambicioso projeto de desenvolvimento, mas para colocá-lo em prática foi necessário obter empréstimos internacionais. Os resultados ficaram abaixo do esperado e os militares passaram a pedir mais empréstimos para pagar os anteriores, o que aumentou ainda mais a dívida brasileira. A inflação corroía o salário do trabalhador, e chegou na casa dos 40% ao ano durante o Governo Geisel. No fim do Regime Militar, a dívida externa brasileira ultrapassava os 100 bilhões de dólares e a inflação batia 250% ao ano, um recorde histórico.

#### Educação
Não menos importante, a educação pública durante os anos de chumbo é uma das maiores evidências do atraso social, alguns deles herdados pela sociedade brasileira até os dias atuais. O analfabetismo era um problema de longa data no país, herança de séculos de completo abandono das classes menos abastadas, tendo ciência disso, os governos militares criaram, em 1967, Movimento Brasileiro de Alfabetização, que trouxe um certo êxito no início, mas não conseguiu cumprir com suas metas e foi extinto, pelo próprio governo, na década de 1980. Além disso, havia milhões de crianças que não frequentavam escolas por terem que trabalhar (trabalho infantil) para ajudar os pais no orçamento doméstico, pela distancia entre a casa e a escola ou por falta de incentivo social

## Mito do poder devolvido
Defensores do regime costumam dizer que os militares “devolveram” o poder para a sociedade civil depois de concluído o seu “trabalho”. Isso é falso. A abertura política no Brasil foi conquistada depois de custar incontáveis vidas humanas. Geisel diminuiu a censura severa sobre os meios de comunicação e realizou eleições livres para senador, deputado e vereador. Essas atitudes só foram tomadas após significativa pressão da oposição e o aumento do descontentamento da população na crise econômica. No entanto, ainda haviam militares que eram contrários à devolução do poder para a sociedade e se recusavam a abandonar a repressão e a tortura usados nos governos anteriores, isso acabou culminando na morte de Wladimir Herzog.

## Mito das eleições democráticas
Alguns negacionistas da ditadura afirmam que não é correto definir o período de 1964 a 1985 como ditadura pelo fato de haver eleições diretas para vereadores, deputados, senadores, prefeitos e governadores. Entretanto, pesquisadores afirmam que o regime tinha apenas um verniz democrático, pois as eleições aconteciam segundo as regras impostas pelos militares. Marcos Antonio da Silva, historiador da USP, comentou que a ditadura tinha a preocupação de parecer um ambiente democrático, embora não sendo, já que os partidos existentes foram extintos, foram criados partidos por ordem da ditadura em um bipartidarismo e o Executivo tinha o poder absoluto. Concluiu dizendo: "Havia eleições, havia, mas eram eleições indignas de confiança". Luiz Antonio Dias, professor de história da PUC-SP, escreveu: "os militares sempre se preocuparam em passar um verniz na ditadura para tentar dar legitimidade", mas as eleições não tornavam o regime democrático: "Quando a ditadura sofria uma derrota, os militares fechavam o Congresso e mudavam as regras".

## Ocorrências notáveis
Segue uma lista resumida de ocorrências notáveis de negacionismo da Ditadura Militar Brasileira:
- Em 17 de junho de 2014, em uma sindicância solicitada pela Comissão Nacional da Verdade, as Forças Armadas concluíram não ter havido desvio de finalidade no uso das instalações militares no período, o que segundo a comissão significa que não foram encontradas provas de casos de tortura nas dependências militares. Não satisfeita com a resposta, a CNV fez uma requisição ao Ministério da Defesa que em 19 de setembro respondeu que, como parte integrante do Estado brasileiro, compartilhava do reconhecimento da responsabilidade estatal pela ocorrência de graves violações de direitos humanos praticadas entre 1946 e 1988.[99] Em nota oficial, da mesma data, a CNV teve a manifestação por "insuficiente", "pois não houve de forma clara a inequívoca o expresso reconhecimento do envolvimento das Forças Armadas no caso de tortura, morte e desaparecimento relatados pela CNV e reconhecidos pelo Estado brasileiro".[100]
- Jair Bolsonaro: não foram poucas as ocasiões que o Presidente Bolsonaro se envolve em polêmicas sobre a ditadura militar. Bolsonaro homenageou diversas vezes o Coronel Ustra, sendo o caso mais notório durante o Impeachment de Dilma Rousseff[101]; discursou na frente do quartel general do exército, em Brasília, para apoiadores que pediam Intervenção Militar[102]; e pediu para os quartéis do exército “celebrar” o Golpe de 1964;[103]
- Em 2019, o deputado federal Eduardo Bolsonaro defendeu a criação de um “novo AI-5” caso a “esquerda radicalize”;[104]
- A produtora Brasil Paralelo produziu o filme “1964: O Brasil entre Armas e Livros” que despertou forte reação entre os historiadores que classificaram a Obra como “negacionista”, embora a empresa negue;[1]

## Criminalização
Em 2019, às vésperas do aniversário de 55 anos do Golpe de 64, o deputado pelo Maranhão Márcio Jerry apresentou na Câmara um projeto para criminalizar apologias à Ditadura Militar ou qualquer tipo de golpe que visa a quebra do sistema político vigente.
A democracia pode servir para proteger aqueles que atacam a sua própria existência?— Deputada Tabata Amaral, defensora da criminalização.
Atualmente, o tema é alvo de constantes debates tanto na política, quanto na sociedade em si.